# Elul
Elul (hebrejsky: אֱלוּל‎; z akkadského elūlu) je dvanáctý měsíc občanského a šestý měsíc biblického židovského kalendáře. Jedná se o letní měsíc, který má 29 dní. Podle gregoriánského kalendáře připadá elul obvykle na srpen–září. Název měsíce se v Bibli nevyskytuje.
Měsíc elul je čas pokání a příprav na vysoké svátky – Roš ha-šana a Jom kipur. V aramejštině (jazyku, jímž mluvili Židé v dobách, kdy byla dána měsícům jména), znamená slovo „elul“ „hledání.“ V hebrejštině je elul zkratka, jež sestává z „Ani le-dodi ve-dodi li“ (Já jsem mého milého a můj milý je můj), což symbolizuje návrat Izraele k Bohu.
Během měsíce elul je několik změn v liturgii, které směřují k Vysokým svátkům. Každé ráno po skončení ranní modlitby se troubí na šofar (mimo šabat), počínaje Roš chodeš elul (prvním dnem měsíce). Troubení na šofar slouží jako vyburcování člověka z letargie a nutí ho zamyslet se nad uplynulým rokem a připravuje jej na pokání. Součástí této přípravy jsou dary potřebným a prosby o odpuštění. Každý den až do Sukot se kromě žalmu pro daný den v týdnu recituje žalm 27.
Kromě troubení na šofar je v průběhu měsíce elul dalším zvykem recitovat slichot (speciální kajícné modlitby). Buď každé ráno před samotnou ranní bohoslužbou (šacharit) během týdne před poslední středou před Roš ha-šana (aškenázská tradice) nebo po celý měsíc elul (sefardská tradice). V recitaci slichot se po Roš ha-šana pokračuje až do Jom kipur.
Mnozí Židé také navštěvují hroby svých milovaných, během tohoto měsíce, aby vzpomněli a uctili ty v naší minulosti, kdo nás inspirovali k plnohodnotnějšímu životu v budoucnosti. Další společenský zvyk je začít nebo ukončit všechny dopisy psané v měsíci elul s přáním, aby měl adresát dobrý rok.

## Járcajty
3. elulAbraham Isaac Kook (roku 5695 = 1935 o. l.)
4. elulMe'ir Simcha z Dvinsku (Mešech Chochma)
10. elulKalman Kahana (roku 5751 = 1991 o. l.)
13. elulBen Iš Chaj (roku 5669 = 1909 o. l.)
18. elulJehuda ben Becalel (roku 5369 = 1609 o. l.)
24. elulJisra'el Kagan (Chafec Chajim) (roku 5693 = 1933 o. l.)
25. elulBaruch Placzek (roku 5682 = 1922 o. l.)
26. elulJom Tov Lipmann Heller (roku 5414 = 1654 o. l.)
27. elulNathan Adler (roku 5560 = 1800 o. l.)

## Další užití
- Eylül je v turečtině název pro měsíc září.